# 元州 (選區)
元州（英語：Un Chau，代號F19）是香港深水埗區議會下轄的選區，現有選區屬第二代，2019年設立，2023年取消，末任區議員是香港民主民生協進會副主席利瀚庭。

## 範圍
選區位於長沙灣，現時包括元州邨第一至四期及元州街以北、興華街以東、保安道以南和長發街以西的幾個街區，與其相鄰的選區有寶麗、麗閣、幸福、荔枝角北及蘇屋選區，由於區內沒有合適地點，投票站設於一街（興華街）之隔的長沙灣體育館。

## 沿革
元州選區可以追溯到荔枝角及元州選區；1993年港督彭定康推行政改方案改革區議會，取消所有委任議席及雙議席選區制度，全面實行單議席單票制，並改由選區分界及選舉事務委員會制定，區議會選區數目亦隨人口變動而大幅增加。當時雙議席荔枝角及元州選區分拆成元州選區及荔枝角選區，元州選區包括元州街以南、興華街以東至東京街以西之間的範圍與及元洲街邨。由於荔枝角道以南為非住宅用途為主，所以主要居住人口集中以元州邨及第一代長沙灣邨為主。
1994年區議會選舉，原荔枝角及元州選區議員未有爭取連任，本區吸引到民協成員陸嘉名對上當時民主建港聯盟成員羅淑慧（即藝人方伊琪）。結果陸氏1,561票，超過羅氏1,067票，陸嘉名約六成得票當選。後來因為民協所謂「又傾又砌」政策及參與臨時立法會，陸跟隨以黃仲棋為首的成員，包括同為深水埗區議員符偉樂、葵青區議員梁廣昌、觀塘區議員區玉霞等人不滿而離開民協，另組社會民主陣線，其後黃仲棋和他的學運夥伴陶君行達成協議，社民陣大部份從政成員加入民主黨，故此陸嘉名在1999年區議會選舉代表民主黨參選，擊敗民協候選人覃德誠及民建聯候選人魏浩然（陸1,285票對覃的1,208及魏的516票），而在該屆區選，深水埗區內出現不少民主黨與民協對撼選區。值得一提，元州街以北、興華街以東、保安道以南和長發街以西的幾個街區亦是在該屆選舉劃入元州選區。
2003年區議會選舉，當中陸、覃二人繼續以民主黨、民協名義參選，而民建聯派出譚釗怡參選。由於第一代長沙灣邨拆卸，而幸福邨入伙，加上七一效應，結果投票人數大大增加，陸1,311票對覃的2,677及譚的705票，覃德誠以略過五成七得票成功當選。2007年區議會選舉，覃德誠於本區參選連任，民建聯繼續派出譚釗怡參選，而民主黨未有派人參選，覃以2,420多於譚的1,736票而當選。
2010年選管會基於房屋署以元州邨第五期為清拆蘇屋邨的接收屋邨為由，將原屬元州選區的元州邨跟蘇屋選區的蘇屋邨合併成為元州及蘇屋選區，而幸福邨則與蘇屋選區的私人樓宇劃為幸福選區，基於時任蘇屋選區區議員為當中居民，這種劃法被指有利該人爭取連任，而本區最後一任議員則改往幸福選區而成功連任。
2019年區議會選舉，由於蘇屋邨重建完成後，元州及蘇屋選區內人口持續增加，選舉管理委員會決定將元州及蘇屋選區還原為元州選區及蘇屋選區。元州第二代選區跟第m 代相同。原元州及蘇屋區議員陳偉明留在元州選區連任，對上民協的利瀚庭，最後利瀚庭以五百多票之差擊敗陳偉明。2021年7月8日，因應政府計劃追討協助民主派初選區議員的酬金津貼傳聞所帶動的區議員辭職潮中，利瀚庭宣佈辭去區議員職務。

## 歷屆議員
| 屆別                 | 議員   | 政治聯繫 | 政治聯繫         |
| -------------------- | ------ | -------- | ---------------- |
| 1994年－1999年       | 陸嘉名 |          | 民 民協 → 民主黨 |
| 2000年－2003年       | 陸嘉名 | 民主黨   |                  |
| 2004年－2007年       | 覃德誠 |          | 民 民協          |
| 2008年－2011年       | 覃德誠 |          | 民 民協          |
| 2012年－2015年       | 陳偉明 |          | 民建聯           |
| 2016年－2019年       | 陳偉明 |          | 民建聯           |
| 2020年－2021年7月7日 | 利瀚庭 |          | 民 民協          |
| 2021年7月8日－2023年 | 懸空   | 懸空     | 懸空             |

## 歷屆選舉結果
| 政党   | 政党   | 候选人    | 票数  | %     | ±      |
| ------ | ------ | --------- | ----- | ----- | ------ |
|        | 民協   | ①. 利瀚庭 | 3,960 | 53.61 | 新選區 |
|        | 民建聯 | ②. 陳偉明 | 3,427 | 46.39 | 新選區 |
| 多数票 | 多数票 | 多数票    | 533   | 7.22  | 新選區 |

| 政党   | 政党   | 候选人    | 票数  | %     | ± |
| ------ | ------ | --------- | ----- | ----- | - |
|        | 民協   | ①. 覃德誠 | 2,420 | 58.23 |   |
|        | 民建聯 | ②. 譚釗怡 | 1,736 | 41.77 |   |
| 多数票 | 多数票 | 多数票    | 684   | 16.46 |   |

| 政党   | 政党   | 候选人    | 票数  | %     | ± |
| ------ | ------ | --------- | ----- | ----- | - |
|        | 民建聯 | ①. 魏浩然 | 705   | 15.02 |   |
|        | 民主黨 | ②. 陸嘉名 | 1,311 | 27.93 |   |
|        | 民協   | ③. 覃德誠 | 2,677 | 57.04 |   |
| 多数票 | 多数票 | 多数票    | 1,366 | 29.11 |   |

| 政党   | 政党   | 候选人    | 票数  | %     | ± |
| ------ | ------ | --------- | ----- | ----- | - |
|        | 民協   | ①. 覃德誠 | 1,208 | 40.15 |   |
|        | 民主黨 | ②. 陸嘉名 | 1,285 | 42.71 |   |
|        | 民建聯 | ③. 魏浩然 | 516   | 17.15 |   |
| 多数票 | 多数票 | 多数票    | 78    | 2.59  |   |

| 政党   | 政党   | 候选人         | 票数  | %     | ±      |
| ------ | ------ | -------------- | ----- | ----- | ------ |
|        | 民協   | 陸嘉名         | 1,561 | 59.40 | 新選區 |
|        | 民建聯 | 羅淑慧(方伊琪) | 1,067 | 40.60 | 新選區 |
| 多数票 | 多数票 | 多数票         | 494   | 18.80 | 新選區 |